# Rome: Total War. Alexander
Rome: Total War. Alexander es la segunda expansión para el videojuego de PC de Rome: Total War. El juego está centrado en las conquistas de Alejandro Magno. Se inicia con la ascensión de Alejandro al trono de Macedonia en el 336 a. C. y tiene una duración de 100 turnos, cada uno de los cuales, a diferencia del juego original y de la primera expansión, Barbarian Invasion, no representan seis meses (suponiendo que se sigue el reinado actual de Alejandro de trece años, cada uno a su vez representaría casi siete semanas). El modo de juego es muy similar al de Rome: Total War, pero con menos facciones, diferentes unidades, y un mapa diferente. El objetivo del jugador es el de conquistar 30 provincias, incluyendo ciudades importantes como Tiro, Halicarnaso y Babilonia, en el límite de 100 turnos.
El juego fue inicialmente lanzado el 19 de junio de 2006 en Norteamérica y el 15 de septiembre en Europa por SEGA exclusivamente como descarga digital en su sitio web, y relanzado para la plataforma de distribución digital Steam en agosto de 2007, junto con otros títulos de la serie Total War, incluyendo el original Rome: Total War y la primera expansión. La empresa inglesa Feral Interactive publicó un port del juego para sistemas macOS en 2014, mientras que su versión para iPad llegaría en julio de 2017. Android y iPhone también cuentan con su versión, la cual está disponible desde el 24 de octubre de 2019.

## Nuevas características
A pesar de que es muy parecido al Rome: Total War, tiene unas nuevas características:
- Unidades especial basadas en personajes históricos.[8]
- Desbloqueo de batallas históricas. Al ganar las batallas mientras se progresa en forma cronológica en la campaña principal, se pueden jugar las mismas como escenarios separados.[8]
- Nuevo mapa. El mapa del Rome: Total War y de su segunda expansión son iguales, excepto que el de Alexander va desde Grecia hasta India.[8]
- El juego permite a Alejandro Magno a vivir más de los 33 años de su vida real.[8]

## Batallas históricas
Rome: Total War. Alexander ofrece la posibilidad de ir jugando y desbloqueando 6 batallas históricas importantes que tuvieron lugar durante el reinado de Alejandro:
| Batalla de Queronea  | 338 a. C. | Macedonia contra Atenas y Tebas   |
| Batalla del Gránico  | 334 a. C. | Macedonia contra el Imperio Persa |
| Sitio de Halicarnaso | 334 a. C. | Macedonia contra el Imperio Persa |
| Batalla de Issos     | 333 a. C. | Macedonia contra el Imperio Persa |
| Batalla de Gaugamela | 331 a. C. | Macedonia contra el Imperio Persa |
| Batalla del Hidaspes | 326 a. C. | Macedonia contra India            |

## Facciones
Hay sólo ocho facciones en Alexander. De éstos, sólo una, Macedonia, puede ser utilizada por el jugador en el modo campaña y la India con la campaña desbloqueada donde ahora son 20 ciudades que conquistar. Las facciones son:

### Las facciones bárbaras
- 'Escitas'. Controlan la región de Escitia además de Quersoneso. Su ejército está formado por maestros jinetes y arqueros, pero tienen muy poca infantería cuerpo a cuerpo. Los escitas no son una amenaza para los macedonios, pero pueden ser conquistados con dificultad. Además, densos bosques bloquean las zonas aledañas a la capital de los escitas, lo que representa un problema para su conquista.

- 'Dahae'. En representación de los pueblos bárbaros vecinos, como ser los ilirios, tracios, sármatas y escitas, y está constituido por ciudades independientes como Bizancio. Son similares a las facciones bárbaras en el juego original, y sus ejércitos consisten de grandes grupos de guerreros, entre ellos guerreros armados con espadas similares a guadañas de guerra. Ellos controlan varios territorios en el borde norte del mapa.

- 'Illyria'. Los ilirios controlan la mitad occidental de los Balcanes, con su capital en Epidamnos. Su ejército se compone de hacheros e infantería especializada, con una selección limitada de la caballería. Al igual que sus vecinos los tracios, son una nación bárbara y también se encuentran entre las naciones más peligrosas al principio de la campaña.

- 'Tracia'. Tracia comienza solo con el control de Bizancio. Su ejército consiste de infantería bárbara, incluyendo lanceros, pero cuenta con muy pocas unidades de caballería. Los tracios son una raza bárbara y no griega, al igual como se ven en Rome: Total War. Junto con los ilirios, se encuentran entre las naciones más peligrosas en el inicio de la campaña. Son aliados de otras naciones que son rivales de los macedonios.

### Las facciones macedonias
- 'Macedonia': Macedonia comienza con gran parte de Grecia bajo su control. El ejército es similar al de Macedonia en el juego original, que consta de varios hoplitas y falanges y caballería de gran alcance. Aunque su ejército carece de unidades de arqueros, es posible entrenar unidades de lanzadores de jabalinas. Macedonia también tiene una unidad única que representa la guardia personal de Alejandro, una unidad de caballería de élite que es liderada por el mismo rey. A diferencia de Rome y Barbarian Invasion, si el rey del jugador es asesinado, la campaña termina en derrota.

### Las facciones orientales
- 'Persia': El ejército persa de Darío III se compone de una variedad de tropas, desde hordas de infantería y arqueros mal equipados, hasta unidades de élite de caballería e infantería como los Inmortales (también conocido como "portadores de manzanas", por los adornos con forma de manzana en sus lanzas), así como mercenarios de Grecia y Frigia. El ejército también tiene acceso a carros, que son mayormente usados por los generales. El imperio persa de la dinastía aqueménida es amplio: controla todo Anatolia, Egipto, la región actual de Irak y Irán, el oeste de India, y todo las regiones en medio.

- 'India': Pese a no ser un estado-nación unificado, los reinos de la India eran capaces de enviar imponentes ejércitos en el campo de batalla. Sus ejércitos consisten en numerosas unidades de infantería ligera, carros y elefantes de guerra pintados. Los indios no aparecen en la campaña para un jugador pero si son manejables en la campaña desbloqueada.

### Las facciones rebeldes
- 'Los rebeldes': Los rebeldes no son una facción convencional. A lo largo de la serie Total War, los 'rebeldes' se han utilizado para representar a las provincias rebeldes y varias facciones menores (por ejemplo, los ilirios en el original Rome: Total War). A diferencia de la mayoría de los títulos de Total War, sin embargo, en Alexander no hay una sola provincia "rebelde" al principio del juego, y los 'rebeldes' sólo aparecerán más tarde, ya sea al azar, como los ejércitos de 'bandidos', o cuando existen revueltas en las provincias, ya sea como parte del progreso natural, como parte de eventos históricos una vez que el jugador conquista de Persia, o cuando la calificación "orden público" de una provincia cae por debajo de un cierto nivel. Al igual que en otros títulos de la serie, la facción de 'rebeldes', continúa siendo una mecánica esencial del juego, no puede ser destruida; incluso si todos los ejércitos 'rebeldes' en el mapa son destruidos y se capturaran todas las provincias que controlan, la facción eventualmente volverá a surgir si se dan las condiciones.

### Tutores
- Victoria:Tutora del Rome Total War en el mapa de campaña y los sigue siendo ahora

- Marques:Nuevo tutor del juego y en la vida real uno de los mejores soldados de Alejandro y su heredero, ayuda en el campo de batalla

- Bucéfalo:Resulta ser el caballo de Alejandro, si el jugador pone el ratón sobre Alejandro aparecerá su nombre y debajo el nombre del caballo

## Recepción
Alexander fue recibido positivamente por los críticos. GameSpot calificó al juego con un 8 sobre 10, elogiando el desafío que presentaba la rápida campaña y la presentación de la campaña principal, además de resaltar los nuevos modos multijugador. IGN le otorgó el mismo puntaje, también elogiando la presentación de la campaña de Alejandro Magno, pero, al igual que GameSpot, criticó el hecho que ésta era muy unidimensional. MeriStation, por su parte, calificó al juego con un 7.5 sobre 10, resaltando su bajo precio inicial, pero indicando que no traía demasiadas novedades al juego como lo hizo la anterior expansión, Barbarian Invasion.
Rome: Total War. Alexander tiene calificaciones positivas en general en los agregadores de reseñas Gamestats y Metacritic.